# Dianthidium desertorum
Dianthidium desertorum là một loài Hymenoptera trong họ Megachilidae. Loài này được Timberlake mô tả khoa học năm 1943.